# Peucetios

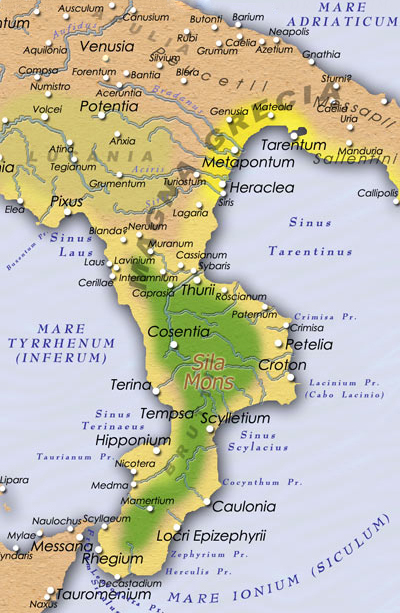
Magna Grecia hacia el 280 a. C.

Los peucetios (en latín, Peucetii o Poedicli, según Estrabón) fueron una tribu que vivió en Apulia central, en la  Italia meridional, en los alrededores de la ciudad de Barion (latín, Barium, moderno Bari). Son tradicionalmente una de las tribus de la civilización yapigia.
Tuvieron tres ciudades importantes: Canosa, Silvium y Bitonto; la actual capital de Apulia: Bari no tenía entonces mucha importancia.
Con la creciente helenización su antecesor epónimo, dado el nombre Peucetis, se dice por Dionisio de Halicarnaso que fue el hijo del arcadio Licaón y hermano de Enotrio. Licaón había dividido la Arcadia entre sus 22 hijos, Peucetios se vio inspirado para buscar una mejor fortuna en el exterior. Este mito etiológico está considerado por los escritores modernos como una fuerte sugerencia de que, por lo que a los griegos se refiere, los peucetios fueron culturalmente parte, aunque no muy importante, de la Magna Graecia. 
Heródoto documenta una tradición alternativa que algún tiempo después de la muerte del rey Minos un gran grupo de cretenses, todos salvo los polictanos y los fresios, navegaron hacia Sicania y asediaron la ciudad de Comico durante cinco años. Fracasando en su intento de tomar la ciudad, y sufriendo hambre, se marcharon de Sicania y comenzaron su viaje de vuelta a casa. Una tormenta los afectó en el mar cerca de la orilla de lo que después sería la Yapigia. La tormenta los arrojó sobre la costa y e hizo pedazos todas sus naves; y de esta manera, como no tenían forma de volver a Creta, fundaron la ciudad de Hiria y "cambiaron su nombre de cretas a yapiges messarios".
Estrabón los ubica al norte de los calabrios. Estrabón añade (VI.8) "...los términos Peucetii y Daunii no se usan en absoluto por los habitantes nativos excepto en la primera época". En la época de Estrabón el territorio ocupado por los anteriores peucetios quedaba en un sendero de mulas que era la única conexión entre Brindisi y Benevento. La evidencia de cerámica prerromana justifica la clasificación de Estrabón de daunos, peucetios y mesapios, todos los cuales eran hablantes del idioma mesapio. Hubo doce pequeños proto-estados tribales entre los peucetios, uno de los cuales está representado por la moderna Altamura. 
La Encyclopédie bajo "Peuceti", los distingue de otro pueblo antiguo, los Peucetioe que vivían en Liburnia en la cabecera del Adriático, con una referencia a Calímaco, como lo cita Plinio (H.N. III.21), ubicando su origen ancestral en la parte más meridional de Iliria, aunque la moderna etnografía los trata como sinónimos.